# Don't Stop Believin'
Don't Stop Believin'  är en rocklåt skriven av Jonathan Cain, Steve Perry, och Neal Schon som lanserades av rockgruppen Journey 1981. Den släpptes som singel från albumet Escape och nådde #9 på Billboard Hot 100. I Storbritannien nådde den en mer blygsam placering, #62. Låtens refräng hörs först i slutet av låten, medan verserna skiljs åt av instrumentala passager. Låten nådde ny popularitet under 2000-talets andra hälft då den förekom i populära tv-serier, till exempel i sista avsnittet av Sopranos och har också använts i tv-serien Glee. I december 2009 nådde låten #6 på Storbritanniens singellista.